# Alexandru Negoiță
Alexandru Negoiță (n. 11 aprilie 1926, Ilovăț/județul Mehedinți – d. 18 iulie 2014 București) a fost un jurist, Doctor în Drept, profesor universitar de Drept Administrativ și Știința Administrației.
După absolvirea liceului "Coriolan Brediceanu" în Lugoj , se înscrie în 1946 la facultatea de Drept a Universității din București, pe care o absolvă în 1950. În sesiunea februarie 1951 trece Examenul de Stat. La 11 noiembrie 1950 este numit asistent la Facultatea de Drept. La început funcționează ca asistent la Criminalistică, iar din 1953 la catedra de "Istorie a Statului și Dreptului Românesc", precum și la "Teoria Statului și Dreptului", până în anul 1961. În anul 1961 este avansat lector universitar și primește sarcina de a preda cursul de "Organizare a Instanțelor judecătorești și a Procuraturii". Din 1968, când se înființează Secția Administrativă la facultate, predă cursul de Drept Administrativ, cu durata de doi ani, și cursul de "Știința Administrației", cu durata de un an, la această secție. În anul 1969 este avansat prin concurs Conferențiar universitar. În anul 1977, o dată cu pensionarea profesorului Romulus Ionescu, începe predarea Dreptului administrativ și Științei administrației la Secția juridică a facultății, având și responsabilitatea organizării învățământului post-universitar în domeniul acestor discipline.
În 1967 obține titlul de Doctor în Drept la Universitatea din Cluj, catedra de "Teorie generală a statului și dreptului", cu teza "Organele obstești cu atribuții jurisdicționale".
Alexandru Negoiță a urcat toate treptele ierarhiei universitare, fiind acreditat în 1992 ca profesor de Drept Administrativ și Știința Administrației la Școala Națională de Studii Politice și Administrative din București. Predă și la facultatea de Drept a Academiei de Poliție "Alexandru Ioan Cuza" din București. A contribuit la formarea unor cadre de înaltă calificare în administrația de stat prin conducerea lucrărilor de doctorat, din care multe au văzut lumina tiparului.
Activitatea sa științifică s-a axat pe problematica istoriei și teoriei statului și dreptului, trecând în domeniul administrației publice, prin cercetarea sistemului judiciar din România în comparație cu diverse sisteme judiciare străine. Pe linia procupărilor sale științifice, a cercetat actul administrativ, operațiunea administrativă și contractul administrativ, ca forme juridice specifice în care se realizează dreptul administrativ, urmărind precizarea particularităților structurii voinței juridice cuprinse în actul administratiși existența unei tipologii a actelor administrative, care influențează structura regimului juridic aplicabil acelor acte. O deosebită atenție a acordat-o organizării și importanței contenciosului administrativ, propunând extinderea aplicării regimului juridic și asupra actelor pe care le fac alte autorități administrative în afara celor cuprinse în sistemul administrației publice, precum și extinderea controlului pe calea contenciosului asupra actelor administrative de jurisdicție. Ambele propuneri au fost introduse în reglementarea contenciosului administrsativ prin legea 29 din 1990.
Valorificarea cercetării științifice în domeniul organizării administrației publice privind problema autonomiei locale s-a reflectat în proiectul de lege privitor la organizarea administrației locale inițiat de guvernul României, Alexandru Negoiță făcând parte din colectivul care a întocmit acest proiect. A mai lucrat în cadrul unei comisii de elaborare a Codului Administrativ în cadrul Consiliului Legislativ, în comisia specială de pe lângă Secretariatul General al Guvernului pentru elaborarea Legii Contenciosului Administrativ, în comisia Ministerului Justiției de pregătire a Legii contravențiilor.

## Publicații
Activitatea didactică și de cercetare a lui Alexandru Negoiță se reflectă în elaborarea a aprox. 120 lucrări științifice, cursuri universitare și manuale pentru liceele de specialitate administrativă și economică, studii monografice, articole de specialitate, recenzii.
- Organizarea organelor obstești cu atribuții jurisdicționale, 1960
- Organizarea instanțelor judecătorești și a procuraturii, 1967
- Conducerea și organizarea administrației și economiei locale, 1971 și 1978
- Știința administrației, 1972 și 1977
- Drept administrativ, 1973, 1995 și 1996
- Centralism și autonomie în activitatea de stat, 1974
- Drept administrativ și Știința administrației, 1988, 1991 și 1993
- Elemente de Drept (în colab.), 1992 și 1996
- Contenciosul administrativ, 1992
- Democrația locală în România contemporană, 1995
- Drept administrativ (în colab.), 1999